# 橫川後殖吸蟲
橫川後殖吸蟲（學名：Metagonimus yokogawai）是扁形動物門吸蟲綱複殖亞綱斜睪目後睪亞目異形吸蟲科所属的動物，是人體小肠內的寄生虫一種。本物種是三種可引致橫川吸蟲症的寄生蟲之一（另外兩種是：metagonimus takahashi及metagonimus miyatai）。

## 分佈
本物種廣泛分佈於遠東地區，包括有：中國大陆、臺灣、韓國、日本、俄羅斯、印尼，以及遠東以外的以色列和西班牙。作為其主要中間宿主的香魚，本物種的分佈範圍與香魚在西方世界及東亞地區的河岸分佈相同，亦即温水性中小型淡水鱼类的分佈範圍。

## 描述

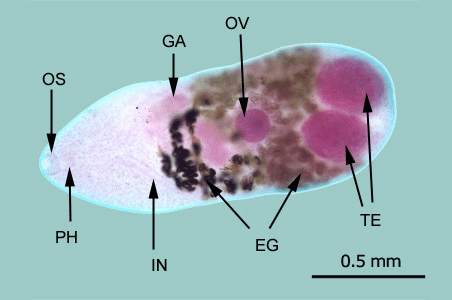
橫川吸蟲的成蟲

橫川吸蟲的成蟲寄生在宿主的小腸，可導致宿主的腸道發炎。
本物種由日本著名的寄生蟲學家桂田富士郎從日本及台灣搜集得來的蟲卵發現，並確定為一個新的屬的吸蟲；而本物種的種小名源於在台灣香魚體內發現蟲卵的医学者横川定。不過根據醫學紀錄，相信早在李氏朝鮮時期，當地人就已知道有這種寄生蟲的存在。

蟲卵直徑約29 μm，而成蟲的體長1-1.5mm，呈橢圓形，雌雄同体。

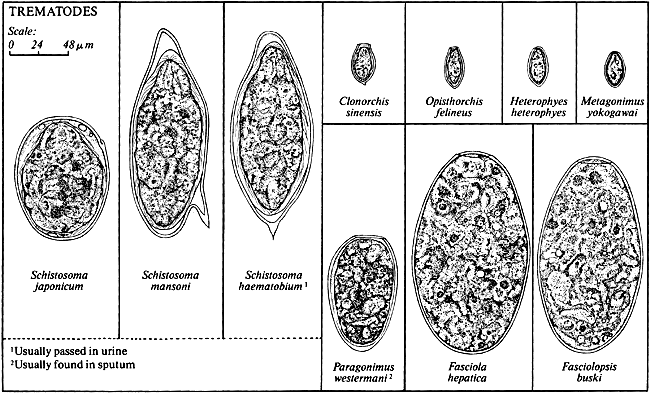
不同吸蟲物種的比較。右上角為橫川吸蟲，比常見的血吸蟲的體型小得多。

## 生命週期

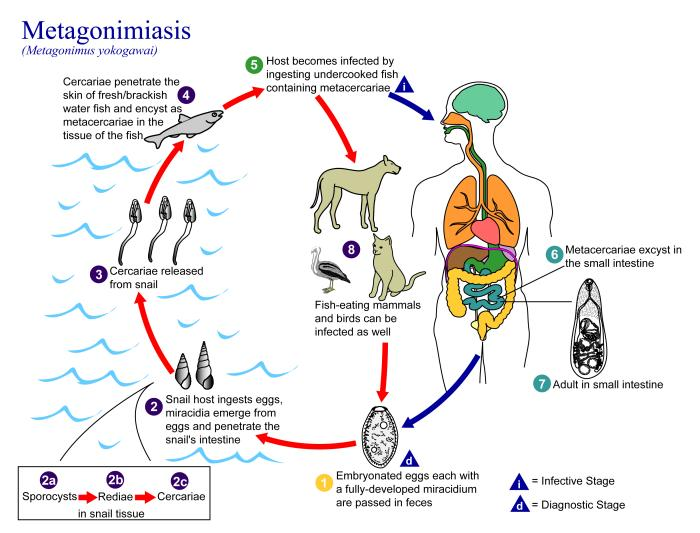
橫川吸蟲的生命週期

橫川吸蟲的生命週期與同樣會引起橫川吸蟲病的另外兩個物種非常相似。蟲卵隨着產於人類糞便中散佈。
淡水螺吃了蟲卵，然後淡水魚又吃了受感染的淡水螺，因此，當人類進食了未完全熟透的受感染魚類，吸蟲就能夠進入人類腸道。這亦解釋了為何在日本盛產香魚的島根縣高津川流域及盛產銀魚的茨城縣霞ヶ浦周邊的住民有非常高的感染比率。

### 宿主
- 本物種的第一中間宿主包括有放逸短沟蜷、Semisulcospira coreana[4]及 Semisulcospira reiniana（英语：Semisulcospira reiniana）[2]這三種淡水螺。
- 第二中間宿主包括有：香魚、珠星三块鱼、Tribolodon ezoe及日本真鲈等多種魚類[2][4]，以及银鱼、鯽屬、歐洲鯉等淡水魚。
- 天然的終極宿主有：犬隻、貓隻、大鼠以及人類[4]，也有指家豬、普通鸕鶿、黑鸢等魚食性（特別是專門吃淡水魚）的哺乳动物和鸟類亦為終極宿主；但在實驗室環境中，科學家曾成功感染了敘利亞金毛倉鼠[2]。

## 病徵
在少數感染的場合，據說大半數人幾乎沒有主觀症狀，但也有觀點認為，由於腹瀉程度有所增加，因此他們並不強烈意識到主觀症狀的存在。在多發感染的情況下，經常會明顯出現諸如腹痛和腹瀉之類的病徵，據說這會引起慢性卡他性腸炎。此外，有一種理論認為小腸絨毛之間的侵入會導致慢性炎症。

## 治療法
横川吸虫症的治療方法，病者在早上空腹時服用吡喹酮，然後兩小時後再以泻药引導，將寄生蟲排出。

## 參看
- 横川吸虫症（日语：横川吸虫症）

## 外部連結
- 維基物種上的相關：橫川後殖吸蟲
- 横川吸虫 Metaganimus yokogawai （页面存档备份，存于） 神戸大学 寄生虫研究室
- 横川吸虫卵 （页面存档备份，存于） 国立感染症研究所
- 橫川後殖吸蟲在NCBI的頁面連結